# Olijfflanknontimalia
De olijfflanknontimalia (Schoeniparus dubius synoniem: Alcippe dubia) is een zangvogel uit de familie Pellorneidae.

## Verspreiding en leefgebied
Deze soort telt 5 ondersoorten:
- S. d. mandellii: van de oostelijke Himalaya tot westelijk Myanmar.
- S. d. intermedius: noordoostelijk en oostelijk Myanmar en westelijk Yunnan (zuidelijk China).
- S. d. genestieri: zuidelijk en zuidoostelijk China en noordelijk Indochina.
- S. d. cui: zuidoostelijk Laos en centraal Vietnam.
- S. d. dubius: zuidoostelijk Myanmar en westelijk Thailand.